# Åke Magnusson
Nils Åke Magnusson, född 25 september 1918 i Södra Ljunga församling, Kronobergs län, död 29 augusti 2006 i Kalmar domkyrkoförsamling, var en svensk överdirektör och polismästare. 
Magnusson blev juris kandidat 1946 och genomförde tingstjänstgöring 1946–48. Han blev biträdande landsfogde i Västernorrlands län 1954, i Stockholms län 1958, byråchef vid Rikspolisstyrelsen 1964, avdelningschef där 1968, överdirektör 1970 och var polismästare i Malmö 1976–82.